# Olympische Jugend-Winterspiele 2020/Teilnehmer (Ungarn)
| Gelbes Symbol für Goldmedaillen mit stilisierten Olympischen Ringen | Graues Symbol für Silbermedaillen mit stilisierten Olympischen Ringen | Braundes Symbol für Bronzemedaillen mit stilisierten Olympischen Ringen |
| ------------------------------------------------------------------- | --------------------------------------------------------------------- | ----------------------------------------------------------------------- |
| —                                                                   | —                                                                     | —                                                                       |

Ungarn nahm an den Olympischen Jugend-Winterspielen 2020 im Schweizerischen Lausanne mit 23 Athleten (13 Mädchen und 10 Jungen) in 10 Sportarten teil.

## Medaillengewinner
| Name/n             | Sportart     | Wettkampf           |
| ------------------ | ------------ | ------------------- |
| Gold               |              |                     |
| Laura Nagy 1       | Curling      | Mixed Doppel        |
| Levente Hegedűs 1  | Eishockey    | 3×3 Turnier Jungen  |
| Luca Márton 1      | Eishockey    | 3×3 Turnier Mädchen |
| Bronze             |              |                     |
| Regina Schermann 1 | Eiskunstlauf | Teamwettbewerb      |
| Milán Ivády 1      | Eishockey    | 3×3 Turnier Jungen  |
| Regina Metzler 1   | Eishockey    | 3×3 Turnier Mädchen |

## Teilnehmer nach Sportarten

### Curling
| Wettbewerb    | Mixed-Team                                                        |
| ------------- | ----------------------------------------------------------------- |
| Athleten      | Joó Linda Nagy Laura Szarvas Kristóf Tatár Lőrinc                 |
| Vorrunde      | Dänemark 6:2 Schweiz 2:8 China 2:3 Brasilien 13:2 Deutschland 6:8 |
| Viertelfinale | ausgeschieden                                                     |
| Halbfinale    | ausgeschieden                                                     |
| Finale        | ausgeschieden                                                     |
| Platzierung   | 17                                                                |

Im Mixed-Doppel, kam der Partner immer aus einem anderen Land, somit spielten nur gemischte Mannschaften in diesem Wettbewerb mit.
| Athleten                     | Wettbewerb   | 1. Runde                            | 1. Runde | 2. Runde                      | 2. Runde      | 3. Runde                       | 3. Runde      | 4. Runde                | 4. Runde      | Halbfinale              | Halbfinale    | Finale/Platz 3                | Finale/Platz 3 | Rang |
| Athleten                     | Wettbewerb   | Gegner                              | Erg      | Gegner                        | Erg           | Gegner                         | Erg           | Gegner                  | Erg           | Gegner                  | Erg           | Gegner                        | Erg            | Rang |
| ---------------------------- | ------------ | ----------------------------------- | -------- | ----------------------------- | ------------- | ------------------------------ | ------------- | ----------------------- | ------------- | ----------------------- | ------------- | ----------------------------- | -------------- | ---- |
| Mixed                        |              |                                     |          |                               |               |                                |               |                         |               |                         |               |                               |                |      |
| Laura Nagy Nathan Young      | Mixed Doppel | Lisa Norrlander Kilian Thune        | 11:5     | Liu Tong Selahattin Eser      | 7:4           | Robyn Mitchell František Jiral | 7:4           | Mina Kobayashi Leo Tuaz | 8:1           | Mina Kobayashi Leo Tuaz | 6:2           | Chana Beitone Nikolai Lysakov | 9:5            | Gold |
| Zoe Antes Kristóf Szarvas    | Mixed Doppel | Gabriela Rogic Farias Asei Nakahara | 9:2      | Chana Beitone Nikolai Lysakov | 2:8           | ausgeschieden                  | ausgeschieden | ausgeschieden           | ausgeschieden | ausgeschieden           | ausgeschieden | ausgeschieden                 | ausgeschieden  | 13   |
| Linda Joó Simone Piffer      | Mixed Doppel | Pei Junhang Vít Chabičovský         | 6:9      | ausgeschieden                 | ausgeschieden | ausgeschieden                  | ausgeschieden | ausgeschieden           | ausgeschieden | ausgeschieden           | ausgeschieden | ausgeschieden                 | ausgeschieden  | 25   |
| Xenia Schwaller Lőrinc Tatár | Mixed Doppel | Katariina Klammer Mikhail Vlasenko  | 4:6      | ausgeschieden                 | ausgeschieden | ausgeschieden                  | ausgeschieden | ausgeschieden           | ausgeschieden | ausgeschieden           | ausgeschieden | ausgeschieden                 | ausgeschieden  | 25   |

### Eishockey
Im 3×3 Eishockey spielten die Athleten in gemischten Mannschaften.
| Mannschaft     | Athleten | Vorrunde       | Vorrunde  | Halbfinale     | Halbfinale    | Finale/Spiel um Bronze          | Finale/Spiel um Bronze | Rang   |
| Mannschaft     | Athleten | Gegner         | Ergebnis  | Gegner         | Ergebnis      | Gegner                          | Ergebnis               | Rang   |
| -------------- | --- | -------------- | --------- | -------------- | ------------- | ------------------------------- | ---------------------- | ------ |
| Jungen         | |                |           |                |               |                                 |                        |        |
| _ Team Braun   | Luka Banek Sai Lake Hugo Galvez Elvis Hsu Axel Ruski-Jones Marlon D’Acunto Erik Potšinok Evan Nauth Artur Seniut Matyáš Šapovaliv Milán Ivády Rastislav Eliáš Sebastian Aarsund                                       | _ Team Schwarz | 13:11     | _ Team Rot     | 7:9           | Spiel um Bronze: _ Team Schwarz | 6:5                    | Bronze |
| _ Team Braun   | Luka Banek Sai Lake Hugo Galvez Elvis Hsu Axel Ruski-Jones Marlon D’Acunto Erik Potšinok Evan Nauth Artur Seniut Matyáš Šapovaliv Milán Ivády Rastislav Eliáš Sebastian Aarsund                                       | _ Team Grün    | 6:8       | _ Team Rot     | 7:9           | Spiel um Bronze: _ Team Schwarz | 6:5                    | Bronze |
| _ Team Braun   | Luka Banek Sai Lake Hugo Galvez Elvis Hsu Axel Ruski-Jones Marlon D’Acunto Erik Potšinok Evan Nauth Artur Seniut Matyáš Šapovaliv Milán Ivády Rastislav Eliáš Sebastian Aarsund                                       | _ Team Grau    | 16:6      | _ Team Rot     | 7:9           | Spiel um Bronze: _ Team Schwarz | 6:5                    | Bronze |
| _ Team Braun   | Luka Banek Sai Lake Hugo Galvez Elvis Hsu Axel Ruski-Jones Marlon D’Acunto Erik Potšinok Evan Nauth Artur Seniut Matyáš Šapovaliv Milán Ivády Rastislav Eliáš Sebastian Aarsund                                       | _ Team Orange  | 14:10     | _ Team Rot     | 7:9           | Spiel um Bronze: _ Team Schwarz | 6:5                    | Bronze |
| _ Team Braun   | Luka Banek Sai Lake Hugo Galvez Elvis Hsu Axel Ruski-Jones Marlon D’Acunto Erik Potšinok Evan Nauth Artur Seniut Matyáš Šapovaliv Milán Ivády Rastislav Eliáš Sebastian Aarsund                                       | _ Team Rot     | 5:11      | _ Team Rot     | 7:9           | Spiel um Bronze: _ Team Schwarz | 6:5                    | Bronze |
| _ Team Braun   | Luka Banek Sai Lake Hugo Galvez Elvis Hsu Axel Ruski-Jones Marlon D’Acunto Erik Potšinok Evan Nauth Artur Seniut Matyáš Šapovaliv Milán Ivády Rastislav Eliáš Sebastian Aarsund                                       | _ Team Blau    | 14:2      | _ Team Rot     | 7:9           | Spiel um Bronze: _ Team Schwarz | 6:5                    | Bronze |
| _ Team Braun   | Luka Banek Sai Lake Hugo Galvez Elvis Hsu Axel Ruski-Jones Marlon D’Acunto Erik Potšinok Evan Nauth Artur Seniut Matyáš Šapovaliv Milán Ivády Rastislav Eliáš Sebastian Aarsund                                       | _ Team Gelb    | 8:6       | _ Team Rot     | 7:9           | Spiel um Bronze: _ Team Schwarz | 6:5                    | Bronze |
| _ Team Grau    | Thawab Al-Subaey Alejandro Resendiz Nowruz Baýhanow Gosei Daikuhara Timofei Katkow Pablo Mata Sohn Hyun Patrik Melicher Jan Billa Nino Tomow Boldizsár Szalay Lukas Svedin Alexei Baidek                              | _ Team Blau    | 9:8       | ausgeschieden  | ausgeschieden | ausgeschieden                   | ausgeschieden          | 5      |
| _ Team Grau    | Thawab Al-Subaey Alejandro Resendiz Nowruz Baýhanow Gosei Daikuhara Timofei Katkow Pablo Mata Sohn Hyun Patrik Melicher Jan Billa Nino Tomow Boldizsár Szalay Lukas Svedin Alexei Baidek                              | _ Team Gelb    | 11:8      | ausgeschieden  | ausgeschieden | ausgeschieden                   | ausgeschieden          | 5      |
| _ Team Grau    | Thawab Al-Subaey Alejandro Resendiz Nowruz Baýhanow Gosei Daikuhara Timofei Katkow Pablo Mata Sohn Hyun Patrik Melicher Jan Billa Nino Tomow Boldizsár Szalay Lukas Svedin Alexei Baidek                              | _ Team Braun   | 6:16      | ausgeschieden  | ausgeschieden | ausgeschieden                   | ausgeschieden          | 5      |
| _ Team Grau    | Thawab Al-Subaey Alejandro Resendiz Nowruz Baýhanow Gosei Daikuhara Timofei Katkow Pablo Mata Sohn Hyun Patrik Melicher Jan Billa Nino Tomow Boldizsár Szalay Lukas Svedin Alexei Baidek                              | _ Team Rot     | 13:9      | ausgeschieden  | ausgeschieden | ausgeschieden                   | ausgeschieden          | 5      |
| _ Team Grau    | Thawab Al-Subaey Alejandro Resendiz Nowruz Baýhanow Gosei Daikuhara Timofei Katkow Pablo Mata Sohn Hyun Patrik Melicher Jan Billa Nino Tomow Boldizsár Szalay Lukas Svedin Alexei Baidek                              | _ Team Grün    | 6:14      | ausgeschieden  | ausgeschieden | ausgeschieden                   | ausgeschieden          | 5      |
| _ Team Grau    | Thawab Al-Subaey Alejandro Resendiz Nowruz Baýhanow Gosei Daikuhara Timofei Katkow Pablo Mata Sohn Hyun Patrik Melicher Jan Billa Nino Tomow Boldizsár Szalay Lukas Svedin Alexei Baidek                              | _ Team Schwarz | 8:16      | ausgeschieden  | ausgeschieden | ausgeschieden                   | ausgeschieden          | 5      |
| _ Team Grau    | Thawab Al-Subaey Alejandro Resendiz Nowruz Baýhanow Gosei Daikuhara Timofei Katkow Pablo Mata Sohn Hyun Patrik Melicher Jan Billa Nino Tomow Boldizsár Szalay Lukas Svedin Alexei Baidek                              | _ Team Orange  | 5:2       | ausgeschieden  | ausgeschieden | ausgeschieden                   | ausgeschieden          | 5      |
| _ Team Grün    | Nicolas Elgas Artjom Pronitschkin Nathan Nicoud Wolodymyr Troschkin Pablo González Maks Perčič Yam Yau Alessandro Segafredo Illja Korsun Marek Potšinok Patrik Dalen Levente Hegedűs Štěpán Maleček                   | _ Team Gelb    | 10:5      | _ Team Schwarz | 7:3           | _ Team Rot                      | 10:4                   | Gold   |
| _ Team Grün    | Nicolas Elgas Artjom Pronitschkin Nathan Nicoud Wolodymyr Troschkin Pablo González Maks Perčič Yam Yau Alessandro Segafredo Illja Korsun Marek Potšinok Patrik Dalen Levente Hegedűs Štěpán Maleček                   | _ Team Braun   | 8:6       | _ Team Schwarz | 7:3           | _ Team Rot                      | 10:4                   | Gold   |
| _ Team Grün    | Nicolas Elgas Artjom Pronitschkin Nathan Nicoud Wolodymyr Troschkin Pablo González Maks Perčič Yam Yau Alessandro Segafredo Illja Korsun Marek Potšinok Patrik Dalen Levente Hegedűs Štěpán Maleček                   | _ Team Rot     | 9:8 n. V. | _ Team Schwarz | 7:3           | _ Team Rot                      | 10:4                   | Gold   |
| _ Team Grün    | Nicolas Elgas Artjom Pronitschkin Nathan Nicoud Wolodymyr Troschkin Pablo González Maks Perčič Yam Yau Alessandro Segafredo Illja Korsun Marek Potšinok Patrik Dalen Levente Hegedűs Štěpán Maleček                   | _ Team Blau    | 11:6      | _ Team Schwarz | 7:3           | _ Team Rot                      | 10:4                   | Gold   |
| _ Team Grün    | Nicolas Elgas Artjom Pronitschkin Nathan Nicoud Wolodymyr Troschkin Pablo González Maks Perčič Yam Yau Alessandro Segafredo Illja Korsun Marek Potšinok Patrik Dalen Levente Hegedűs Štěpán Maleček                   | _ Team Grau    | 14:6      | _ Team Schwarz | 7:3           | _ Team Rot                      | 10:4                   | Gold   |
| _ Team Grün    | Nicolas Elgas Artjom Pronitschkin Nathan Nicoud Wolodymyr Troschkin Pablo González Maks Perčič Yam Yau Alessandro Segafredo Illja Korsun Marek Potšinok Patrik Dalen Levente Hegedűs Štěpán Maleček                   | _ Team Orange  | 8:6       | _ Team Schwarz | 7:3           | _ Team Rot                      | 10:4                   | Gold   |
| _ Team Grün    | Nicolas Elgas Artjom Pronitschkin Nathan Nicoud Wolodymyr Troschkin Pablo González Maks Perčič Yam Yau Alessandro Segafredo Illja Korsun Marek Potšinok Patrik Dalen Levente Hegedűs Štěpán Maleček                   | _ Team Schwarz | 4:6       | _ Team Schwarz | 7:3           | _ Team Rot                      | 10:4                   | Gold   |
| _ Team Orange  | Matthew Hamnett Jakub Michalski Diego Rodríguez Tomoyoshi Yuki Nicolò Remolato Jack Lewis Kim Sang-yeob Jonas Dobnig Roman Kechter Márk Weidemann Leni Michellod Iwan Nowoschilow Jan Schostak                        | _ Team Rot     | 8:6       | ausgeschieden  | ausgeschieden | ausgeschieden                   | ausgeschieden          | 6      |
| _ Team Orange  | Matthew Hamnett Jakub Michalski Diego Rodríguez Tomoyoshi Yuki Nicolò Remolato Jack Lewis Kim Sang-yeob Jonas Dobnig Roman Kechter Márk Weidemann Leni Michellod Iwan Nowoschilow Jan Schostak                        | _ Team Blau    | 12:1      | ausgeschieden  | ausgeschieden | ausgeschieden                   | ausgeschieden          | 6      |
| _ Team Orange  | Matthew Hamnett Jakub Michalski Diego Rodríguez Tomoyoshi Yuki Nicolò Remolato Jack Lewis Kim Sang-yeob Jonas Dobnig Roman Kechter Márk Weidemann Leni Michellod Iwan Nowoschilow Jan Schostak                        | _ Team Gelb    | 4:9       | ausgeschieden  | ausgeschieden | ausgeschieden                   | ausgeschieden          | 6      |
| _ Team Orange  | Matthew Hamnett Jakub Michalski Diego Rodríguez Tomoyoshi Yuki Nicolò Remolato Jack Lewis Kim Sang-yeob Jonas Dobnig Roman Kechter Márk Weidemann Leni Michellod Iwan Nowoschilow Jan Schostak                        | _ Team Braun   | 10:14     | ausgeschieden  | ausgeschieden | ausgeschieden                   | ausgeschieden          | 6      |
| _ Team Orange  | Matthew Hamnett Jakub Michalski Diego Rodríguez Tomoyoshi Yuki Nicolò Remolato Jack Lewis Kim Sang-yeob Jonas Dobnig Roman Kechter Márk Weidemann Leni Michellod Iwan Nowoschilow Jan Schostak                        | _ Team Schwarz | 14:8      | ausgeschieden  | ausgeschieden | ausgeschieden                   | ausgeschieden          | 6      |
| _ Team Orange  | Matthew Hamnett Jakub Michalski Diego Rodríguez Tomoyoshi Yuki Nicolò Remolato Jack Lewis Kim Sang-yeob Jonas Dobnig Roman Kechter Márk Weidemann Leni Michellod Iwan Nowoschilow Jan Schostak                        | _ Team Grün    | 6:8       | ausgeschieden  | ausgeschieden | ausgeschieden                   | ausgeschieden          | 6      |
| _ Team Orange  | Matthew Hamnett Jakub Michalski Diego Rodríguez Tomoyoshi Yuki Nicolò Remolato Jack Lewis Kim Sang-yeob Jonas Dobnig Roman Kechter Márk Weidemann Leni Michellod Iwan Nowoschilow Jan Schostak                        | _ Team Grau    | 2:5       | ausgeschieden  | ausgeschieden | ausgeschieden                   | ausgeschieden          | 6      |
| Mädchen        | |                |           |                |               |                                 |                        |        |
| _ Team Blau    | Sidre Özer Valerie Christmann Anna Kot Marija Runewska Mirren Foy Zuzana Dobiašová Jana Krascheninina Maya Stöber Regina Metzler Karolina Hengelmüller Nikki Sharp Yuna Kusama Aya Juhl Petersen                      | _ Team Grau    | 8:9       | _ Team Gelb    | 5:7           | Spiel um Bronze: _ Team Braun   | 6:4                    | Bronze |
| _ Team Blau    | Sidre Özer Valerie Christmann Anna Kot Marija Runewska Mirren Foy Zuzana Dobiašová Jana Krascheninina Maya Stöber Regina Metzler Karolina Hengelmüller Nikki Sharp Yuna Kusama Aya Juhl Petersen                      | _ Team Orange  | 1:12      | _ Team Gelb    | 5:7           | Spiel um Bronze: _ Team Braun   | 6:4                    | Bronze |
| _ Team Blau    | Sidre Özer Valerie Christmann Anna Kot Marija Runewska Mirren Foy Zuzana Dobiašová Jana Krascheninina Maya Stöber Regina Metzler Karolina Hengelmüller Nikki Sharp Yuna Kusama Aya Juhl Petersen                      | _ Team Schwarz | 8:14      | _ Team Gelb    | 5:7           | Spiel um Bronze: _ Team Braun   | 6:4                    | Bronze |
| _ Team Blau    | Sidre Özer Valerie Christmann Anna Kot Marija Runewska Mirren Foy Zuzana Dobiašová Jana Krascheninina Maya Stöber Regina Metzler Karolina Hengelmüller Nikki Sharp Yuna Kusama Aya Juhl Petersen                      | _ Team Grün    | 6:11      | _ Team Gelb    | 5:7           | Spiel um Bronze: _ Team Braun   | 6:4                    | Bronze |
| _ Team Blau    | Sidre Özer Valerie Christmann Anna Kot Marija Runewska Mirren Foy Zuzana Dobiašová Jana Krascheninina Maya Stöber Regina Metzler Karolina Hengelmüller Nikki Sharp Yuna Kusama Aya Juhl Petersen                      | _ Team Gelb    | 8:13      | _ Team Gelb    | 5:7           | Spiel um Bronze: _ Team Braun   | 6:4                    | Bronze |
| _ Team Blau    | Sidre Özer Valerie Christmann Anna Kot Marija Runewska Mirren Foy Zuzana Dobiašová Jana Krascheninina Maya Stöber Regina Metzler Karolina Hengelmüller Nikki Sharp Yuna Kusama Aya Juhl Petersen                      | _ Team Braun   | 2:14      | _ Team Gelb    | 5:7           | Spiel um Bronze: _ Team Braun   | 6:4                    | Bronze |
| _ Team Blau    | Sidre Özer Valerie Christmann Anna Kot Marija Runewska Mirren Foy Zuzana Dobiašová Jana Krascheninina Maya Stöber Regina Metzler Karolina Hengelmüller Nikki Sharp Yuna Kusama Aya Juhl Petersen                      | _ Team Rot     | 11:18     | _ Team Gelb    | 5:7           | Spiel um Bronze: _ Team Braun   | 6:4                    | Bronze |
| _ Team Grau    | Siria Dore Valentina Vrhoci Lina Meijer Emilia Munteanu Ilary Larese De Pasqua Zhang Shuqi Markéta Mazancová Jekaterina Dawletschina Ebony Brunt Lee Eun-ji Dorottya Gengeliczky Sofie van Dueren Jelizaveta Stadnika | _ Team Blau    | 9:8       | ausgeschieden  | ausgeschieden | ausgeschieden                   | ausgeschieden          | 6      |
| _ Team Grau    | Siria Dore Valentina Vrhoci Lina Meijer Emilia Munteanu Ilary Larese De Pasqua Zhang Shuqi Markéta Mazancová Jekaterina Dawletschina Ebony Brunt Lee Eun-ji Dorottya Gengeliczky Sofie van Dueren Jelizaveta Stadnika | _ Team Gelb    | 11:8      | ausgeschieden  | ausgeschieden | ausgeschieden                   | ausgeschieden          | 6      |
| _ Team Grau    | Siria Dore Valentina Vrhoci Lina Meijer Emilia Munteanu Ilary Larese De Pasqua Zhang Shuqi Markéta Mazancová Jekaterina Dawletschina Ebony Brunt Lee Eun-ji Dorottya Gengeliczky Sofie van Dueren Jelizaveta Stadnika | _ Team Braun   | 6:16      | ausgeschieden  | ausgeschieden | ausgeschieden                   | ausgeschieden          | 6      |
| _ Team Grau    | Siria Dore Valentina Vrhoci Lina Meijer Emilia Munteanu Ilary Larese De Pasqua Zhang Shuqi Markéta Mazancová Jekaterina Dawletschina Ebony Brunt Lee Eun-ji Dorottya Gengeliczky Sofie van Dueren Jelizaveta Stadnika | _ Team Rot     | 13:9      | ausgeschieden  | ausgeschieden | ausgeschieden                   | ausgeschieden          | 6      |
| _ Team Grau    | Siria Dore Valentina Vrhoci Lina Meijer Emilia Munteanu Ilary Larese De Pasqua Zhang Shuqi Markéta Mazancová Jekaterina Dawletschina Ebony Brunt Lee Eun-ji Dorottya Gengeliczky Sofie van Dueren Jelizaveta Stadnika | _ Team Grün    | 6:14      | ausgeschieden  | ausgeschieden | ausgeschieden                   | ausgeschieden          | 6      |
| _ Team Grau    | Siria Dore Valentina Vrhoci Lina Meijer Emilia Munteanu Ilary Larese De Pasqua Zhang Shuqi Markéta Mazancová Jekaterina Dawletschina Ebony Brunt Lee Eun-ji Dorottya Gengeliczky Sofie van Dueren Jelizaveta Stadnika | _ Team Schwarz | 8:16      | ausgeschieden  | ausgeschieden | ausgeschieden                   | ausgeschieden          | 6      |
| _ Team Grau    | Siria Dore Valentina Vrhoci Lina Meijer Emilia Munteanu Ilary Larese De Pasqua Zhang Shuqi Markéta Mazancová Jekaterina Dawletschina Ebony Brunt Lee Eun-ji Dorottya Gengeliczky Sofie van Dueren Jelizaveta Stadnika | _ Team Orange  | 5:2       | ausgeschieden  | ausgeschieden | ausgeschieden                   | ausgeschieden          | 6      |
| _ Team Grün    | Melanie Hernández Annie Sommer Huang Chun-lin Delfina Fattore Chanel Hofverberg Emma Donovalová Agata Muraro Ruka Kiyokawa Jessie Taylor Lisa Schröfl Kang Si-hyun Barbora Dalecká Fruzsina Szabó                     | _ Team Gelb    | 10:5      | ausgeschieden  | ausgeschieden | ausgeschieden                   | ausgeschieden          | 5      |
| _ Team Grün    | Melanie Hernández Annie Sommer Huang Chun-lin Delfina Fattore Chanel Hofverberg Emma Donovalová Agata Muraro Ruka Kiyokawa Jessie Taylor Lisa Schröfl Kang Si-hyun Barbora Dalecká Fruzsina Szabó                     | _ Team Braun   | 8:6       | ausgeschieden  | ausgeschieden | ausgeschieden                   | ausgeschieden          | 5      |
| _ Team Grün    | Melanie Hernández Annie Sommer Huang Chun-lin Delfina Fattore Chanel Hofverberg Emma Donovalová Agata Muraro Ruka Kiyokawa Jessie Taylor Lisa Schröfl Kang Si-hyun Barbora Dalecká Fruzsina Szabó                     | _ Team Rot     | 9:8 n. V. | ausgeschieden  | ausgeschieden | ausgeschieden                   | ausgeschieden          | 5      |
| _ Team Grün    | Melanie Hernández Annie Sommer Huang Chun-lin Delfina Fattore Chanel Hofverberg Emma Donovalová Agata Muraro Ruka Kiyokawa Jessie Taylor Lisa Schröfl Kang Si-hyun Barbora Dalecká Fruzsina Szabó                     | _ Team Blau    | 11:6      | ausgeschieden  | ausgeschieden | ausgeschieden                   | ausgeschieden          | 5      |
| _ Team Grün    | Melanie Hernández Annie Sommer Huang Chun-lin Delfina Fattore Chanel Hofverberg Emma Donovalová Agata Muraro Ruka Kiyokawa Jessie Taylor Lisa Schröfl Kang Si-hyun Barbora Dalecká Fruzsina Szabó                     | _ Team Grau    | 14:6      | ausgeschieden  | ausgeschieden | ausgeschieden                   | ausgeschieden          | 5      |
| _ Team Grün    | Melanie Hernández Annie Sommer Huang Chun-lin Delfina Fattore Chanel Hofverberg Emma Donovalová Agata Muraro Ruka Kiyokawa Jessie Taylor Lisa Schröfl Kang Si-hyun Barbora Dalecká Fruzsina Szabó                     | _ Team Orange  | 8:6       | ausgeschieden  | ausgeschieden | ausgeschieden                   | ausgeschieden          | 5      |
| _ Team Grün    | Melanie Hernández Annie Sommer Huang Chun-lin Delfina Fattore Chanel Hofverberg Emma Donovalová Agata Muraro Ruka Kiyokawa Jessie Taylor Lisa Schröfl Kang Si-hyun Barbora Dalecká Fruzsina Szabó                     | _ Team Schwarz | 4:6       | ausgeschieden  | ausgeschieden | ausgeschieden                   | ausgeschieden          | 5      |
| _ Team Orange  | Polina Lubenez Wang Meihe Sanne Claessens Saskia Rohregger Isabel Walberg Molly Lukowiak Yoo Seo-young Nadia Sancha Sena Hasegawa Dóra Véghelyi Emma Hofbauer Julija Wolkowa Kristina Chernova                        | _ Team Rot     | 8:6       | ausgeschieden  | ausgeschieden | ausgeschieden                   | ausgeschieden          | 8      |
| _ Team Orange  | Polina Lubenez Wang Meihe Sanne Claessens Saskia Rohregger Isabel Walberg Molly Lukowiak Yoo Seo-young Nadia Sancha Sena Hasegawa Dóra Véghelyi Emma Hofbauer Julija Wolkowa Kristina Chernova                        | _ Team Blau    | 12:1      | ausgeschieden  | ausgeschieden | ausgeschieden                   | ausgeschieden          | 8      |
| _ Team Orange  | Polina Lubenez Wang Meihe Sanne Claessens Saskia Rohregger Isabel Walberg Molly Lukowiak Yoo Seo-young Nadia Sancha Sena Hasegawa Dóra Véghelyi Emma Hofbauer Julija Wolkowa Kristina Chernova                        | _ Team Gelb    | 4:9       | ausgeschieden  | ausgeschieden | ausgeschieden                   | ausgeschieden          | 8      |
| _ Team Orange  | Polina Lubenez Wang Meihe Sanne Claessens Saskia Rohregger Isabel Walberg Molly Lukowiak Yoo Seo-young Nadia Sancha Sena Hasegawa Dóra Véghelyi Emma Hofbauer Julija Wolkowa Kristina Chernova                        | _ Team Braun   | 10:14     | ausgeschieden  | ausgeschieden | ausgeschieden                   | ausgeschieden          | 8      |
| _ Team Orange  | Polina Lubenez Wang Meihe Sanne Claessens Saskia Rohregger Isabel Walberg Molly Lukowiak Yoo Seo-young Nadia Sancha Sena Hasegawa Dóra Véghelyi Emma Hofbauer Julija Wolkowa Kristina Chernova                        | _ Team Schwarz | 14:8      | ausgeschieden  | ausgeschieden | ausgeschieden                   | ausgeschieden          | 8      |
| _ Team Orange  | Polina Lubenez Wang Meihe Sanne Claessens Saskia Rohregger Isabel Walberg Molly Lukowiak Yoo Seo-young Nadia Sancha Sena Hasegawa Dóra Véghelyi Emma Hofbauer Julija Wolkowa Kristina Chernova                        | _ Team Grün    | 6:8       | ausgeschieden  | ausgeschieden | ausgeschieden                   | ausgeschieden          | 8      |
| _ Team Orange  | Polina Lubenez Wang Meihe Sanne Claessens Saskia Rohregger Isabel Walberg Molly Lukowiak Yoo Seo-young Nadia Sancha Sena Hasegawa Dóra Véghelyi Emma Hofbauer Julija Wolkowa Kristina Chernova                        | _ Team Grau    | 2:5       | ausgeschieden  | ausgeschieden | ausgeschieden                   | ausgeschieden          | 8      |
| _ Team Schwarz | Angelina Hurschler Courtney Mahoney Zhang Xinyue Chang En-ni Alicja Mota Nikola Janeková Amy Robery Darja Petrowa Kimberly Collard Luca Márton Reina Sato Emilia Kyrkkö Carlotta Regine                               | _ Team Braun   | 11:13     | _ Team Braun   | 11:7          | _ Team Gelb                     | 1:6                    | Silber |
| _ Team Schwarz | Angelina Hurschler Courtney Mahoney Zhang Xinyue Chang En-ni Alicja Mota Nikola Janeková Amy Robery Darja Petrowa Kimberly Collard Luca Márton Reina Sato Emilia Kyrkkö Carlotta Regine                               | _ Team Rot     | 9:12      | _ Team Braun   | 11:7          | _ Team Gelb                     | 1:6                    | Silber |
| _ Team Schwarz | Angelina Hurschler Courtney Mahoney Zhang Xinyue Chang En-ni Alicja Mota Nikola Janeková Amy Robery Darja Petrowa Kimberly Collard Luca Márton Reina Sato Emilia Kyrkkö Carlotta Regine                               | _ Team Blau    | 14:8      | _ Team Braun   | 11:7          | _ Team Gelb                     | 1:6                    | Silber |
| _ Team Schwarz | Angelina Hurschler Courtney Mahoney Zhang Xinyue Chang En-ni Alicja Mota Nikola Janeková Amy Robery Darja Petrowa Kimberly Collard Luca Márton Reina Sato Emilia Kyrkkö Carlotta Regine                               | _ Team Gelb    | 19:7      | _ Team Braun   | 11:7          | _ Team Gelb                     | 1:6                    | Silber |
| _ Team Schwarz | Angelina Hurschler Courtney Mahoney Zhang Xinyue Chang En-ni Alicja Mota Nikola Janeková Amy Robery Darja Petrowa Kimberly Collard Luca Márton Reina Sato Emilia Kyrkkö Carlotta Regine                               | _ Team Orange  | 8:14      | _ Team Braun   | 11:7          | _ Team Gelb                     | 1:6                    | Silber |
| _ Team Schwarz | Angelina Hurschler Courtney Mahoney Zhang Xinyue Chang En-ni Alicja Mota Nikola Janeková Amy Robery Darja Petrowa Kimberly Collard Luca Márton Reina Sato Emilia Kyrkkö Carlotta Regine                               | _ Team Grau    | 16:8      | _ Team Braun   | 11:7          | _ Team Gelb                     | 1:6                    | Silber |
| _ Team Schwarz | Angelina Hurschler Courtney Mahoney Zhang Xinyue Chang En-ni Alicja Mota Nikola Janeková Amy Robery Darja Petrowa Kimberly Collard Luca Márton Reina Sato Emilia Kyrkkö Carlotta Regine                               | _ Team Grün    | 6:4       | _ Team Braun   | 11:7          | _ Team Gelb                     | 1:6                    | Silber |

### Eiskunstlauf
| Athleten         | Wettbewerbe | Kurzprogramm/-tanz | Kurzprogramm/-tanz | Kür/Kürtanz | Kür/Kürtanz | Gesamt | Gesamt |
| Athleten         | Wettbewerbe | Punkte             | Rang               | Punkte      | Rang        | Punkte | Rang   |
| ---------------- | ----------- | ------------------ | ------------------ | ----------- | ----------- | ------ | ------ |
| Mädchen          |             |                    |                    |             |             |        |        |
| Regina Schermann | Einzel      | 50,62              | 11                 | 91,20       | 13          | 141,82 | 12     |

| Athleten | Wettbewerb     | Jungen Einzel | Jungen Einzel | Mädchen Einzel | Mädchen Einzel | Paarlauf | Paarlauf | Eistanz | Eistanz  | Gesamt   | Gesamt |
| Athleten | Wettbewerb     | Punkte        | Teampkt.      | Punkte         | Teampkt.       | Punkte   | Teampkt. | Punkte  | Teampkt. | Teampkt. | Rang   |
| --- | -------------- | ------------- | ------------- | -------------- | -------------- | -------- | -------- | ------- | -------- | -------- | ------ |
| Mixed |                |               |               |                |                |          |          |         |          |          |        |
| Team Vision Andrei Mosaljow Regina Schermann Sofija Nesterowa / Artem Darenskyj Natalie D’Alessandro / Bruce Waddell | Teamwettbewerb | 154,97        | 7             | 95,37          | 3              | 86,53    | 2        | 95,73   | 6        | 18       | Bronze |

### Eisschnelllauf
| Athleten                                                     | Wettbewerbe | Zeit        | Rang |
| ------------------------------------------------------------ | ----------- | ----------- | ---- |
| Mädchen                                                      |             |             |      |
| Hanna Bíró                                                   | 500 m       | 43,48 s     | 18   |
| Hanna Bíró                                                   | 1500 m      | 2:19,29 min | 16   |
| Mixed                                                        |             |             |      |
| Team 15 Hanna Bíró Kang Soo-min Jewgeni Koschkin Pawel Taran | Teamsprint  | 2:07,27 min | 6    |

| Athleten   | Wettbewerbe | Halbfinale | Halbfinale  | Halbfinale | Finale        | Finale        | Finale        | Rang          |
| Athleten   | Wettbewerbe | Punkte     | Zeit        | Rang       | Punkte        | Zeit          | Rang          | Rang          |
| ---------- | ----------- | ---------- | ----------- | ---------- | ------------- | ------------- | ------------- | ------------- |
| Mädchen    |             |            |             |            |               |               |               |               |
| Hanna Bíró | Massenstart | 0          | 6:39,36 min | 16         | ausgeschieden | ausgeschieden | ausgeschieden | ausgeschieden |

### Freestyle-Skiing
| Athleten    | Wettbewerbe | Vorrunde | Viertelfinale | Halbfinale    | Finale        | Rang |
| Athleten    | Wettbewerbe | Rang     | Rang          | Rang          | Rang          | Rang |
| ----------- | ----------- | -------- | ------------- | ------------- | ------------- | ---- |
| Jungen      |             |          |               |               |               |      |
| Isbat Hoque | Skicross    | 13       | –             | ausgeschieden | ausgeschieden | 25   |

### Shorttrack
| Athlet                                                                 | Wettbewerb  | Vorlauf      | Vorlauf | Viertelfinale | Viertelfinale | Halbfinale    | Halbfinale    | Finale        | Finale        | Rang |
| Athlet                                                                 | Wettbewerb  | Zeit         | Rang    | Zeit          | Rang          | Zeit          | Rang          | Zeit          | Rang          | Rang |
| ---------------------------------------------------------------------- | ----------- | ------------ | ------- | ------------- | ------------- | ------------- | ------------- | ------------- | ------------- | ---- |
| Jungen                                                                 |             |              |         |               |               |               |               |               |               |      |
| Péter Jászapáti                                                        | 500 m       | 43,496 s     | 2       | 42,357 s      | 4             | ausgeschieden | ausgeschieden | ausgeschieden | ausgeschieden | 13   |
| Péter Jászapáti                                                        | 1000 m      | 1:30,944 min | 3       | ausgeschieden | ausgeschieden | ausgeschieden | ausgeschieden | ausgeschieden | ausgeschieden | 17   |
| Mädchen                                                                |             |              |         |               |               |               |               |               |               |      |
| Barbara Somogyi                                                        | 500 m       | 46,013 s     | 2       | 45,203 s      | 3             | ausgeschieden | ausgeschieden | ausgeschieden | ausgeschieden | 10   |
| Barbara Somogyi                                                        | 1000 m      | 1:37,283 min | 2       | 2:11,909 min  | 4             | ausgeschieden | ausgeschieden | ausgeschieden | ausgeschieden | 14   |
| Mädchen                                                                |             |              |         |               |               |               |               |               |               |      |
| Team F Barbara Somogyi Elisa Confortola Félix Pigeon Wladimir Balbekow | Teamstaffel | –            | –       | –             | –             | 4:11,169 min  | 2             | 4:22,471 min  | 4             | 4    |

### Ski Alpin
| Athleten    | Wettbewerbe  | 1. Lauf     | 1. Lauf | 2. Lauf     | 2. Lauf | Gesamt      | Gesamt |
| Athleten    | Wettbewerbe  | Zeit        | Rang    | Zeit        | Rang    | Zeit        | Rang   |
| ----------- | ------------ | ----------- | ------- | ----------- | ------- | ----------- | ------ |
| Jungen      |              |             |         |             |         |             |        |
| Tamás Trunk | Riesenslalom | 1:10,98 min | 40      | 1:12,20 min | 42      | 2:23,18 min | 38     |
| Tamás Trunk | Slalom       | 41,93 s     | 36      | 43,69 s     | 26      | 1:25,62 min | 28     |
| Tamás Trunk | Super-G      | –           | –       | –           | –       | 1:02,10 min | 54     |
| Tamás Trunk | Kombination  | 1:02,10 min | 54      | DNF         | DNF     | DNF         | DNF    |
| Mädchen     |              |             |         |             |         |             |        |
| Zita Tóth   | Riesenslalom | DNF         | DNF     | DNF         | DNF     | DNF         | DNF    |
| Zita Tóth   | Slalom       | DNF         | DNF     | DNF         | DNF     | DNF         | DNF    |
| Zita Tóth   | Super-G      | –           | –       | –           | –       | 57,47 s     | 16     |
| Zita Tóth   | Kombination  | 57,47 s     | 16      | 40,47 s     | 22      | 1:37,94 min | 17     |

### Skilanglauf
| Athleten      | Wettbewerbe     | Qualifikation | Qualifikation | Viertelfinale | Viertelfinale | Halbfinale    | Halbfinale    | Finale        | Finale        | Rang |
| Athleten      | Wettbewerbe     | Zeit          | Rang          | Zeit          | Rang          | Zeit          | Rang          | Zeit          | Rang          | Rang |
| ------------- | --------------- | ------------- | ------------- | ------------- | ------------- | ------------- | ------------- | ------------- | ------------- | ---- |
| Mädchen       |                 |               |               |               |               |               |               |               |               |      |
| Eszter Kocsik | 5 km klassisch  | –             | –             | –             | –             | –             | –             | 21:11,5 min   | 70            | 70   |
| Eszter Kocsik | Sprint Freistil | 3:38,24 min   | 75            | ausgeschieden | ausgeschieden | ausgeschieden | ausgeschieden | ausgeschieden | ausgeschieden | 75   |
| Eszter Kocsik | Langlauf-Cross  | 7:08,99 min   | 75            | –             | –             | ausgeschieden | ausgeschieden | ausgeschieden | ausgeschieden | 75   |

### Skispringen
| Athleten       | Wettbewerb    | 1. Durchgang | 1. Durchgang | 1. Durchgang | 2. Durchgang | 2. Durchgang | 2. Durchgang | Gesamt | Gesamt |
| Athleten       | Wettbewerb    | Weite        | Punkte       | Rang         | Weite        | Punkte       | Rang         | Punkte | Rang   |
| -------------- | ------------- | ------------ | ------------ | ------------ | ------------ | ------------ | ------------ | ------ | ------ |
| Jungen         |               |              |              |              |              |              |              |        |        |
| Flórián Molnár | Normalschanze | 84,0 m       | 101,8        | 18           | 77,5 m       | 97,4         | 20           | 199,2  | 19     |

### Snowboard
| Athleten                                                            | Wettbewerbe                        | Vorrunde | Viertelfinale | Halbfinale    | Finale        | Rang |
| Athleten                                                            | Wettbewerbe                        | Rang     | Rang          | Rang          | Rang          | Rang |
| ------------------------------------------------------------------- | ---------------------------------- | -------- | ------------- | ------------- | ------------- | ---- |
| Mädchen                                                             |                                    |          |               |               |               |      |
| Zsófia Vincze                                                       | Snowboardcross                     | 10       | –             | ausgeschieden | ausgeschieden | 19   |
| Mixed                                                               |                                    |          |               |               |               |      |
| Mixed Team 12 Zsófia Vincze Marta Rihtaršič Silviu Popa Isbat Hoque | Ski-/Snowboardcross Teamwettbewerb | 2        | 4             | ausgeschieden | ausgeschieden | 15   |